# Сардоба (Кашкадар'їнська область)
39°02′55″ пн. ш. 65°18′09″ сх. д. / 39.04861° пн. ш. 65.30250° сх. д.
Сардоба (узб. Sardoba, Сардоба) — міське селище в Узбекистані, в Нішанському районі Кашкадар'їнської області.
Статус міського селища з 2009 року.